# Domovinski pokret
Domovinski pokret (DP) hrvatska je desna parlamentarna politička stranka koju je 29. veljače 2020. utemeljio Miroslav Škoro, po kojemu je stranka prvotno nosila ime Domovinski pokret Miroslava Škore.

## Ustroj
Glavno tijelo stranke je Domovinski odbor, koji se kod osnutka stranke sastoji od 18 članova.

## Povijest

### Osnutak stranke
Domovinski pokret osnovan je 29. veljače 2020. godine u zagrebačkom hotelu „Panorama”. Na osnivačkoj skupštini bilo je prisutno 175 članova, uglavnom osoba koje su time tek ušle u politiku.

### Pokušaj ujedinjenja s Blokom za Hrvatsku
Dana 16. srpnja 2020. godine objavljeno je kako će se Domovinski pokret ujediniti s Blokom za Hrvatsku, kome je predsjednik Zlatko Hasanbegović. Svi članovi Bloka koji bi to htjeli prešli bi u Domovinski pokret, koji bi tim ujedinjenjem dobio mjesto u Gradskoj skupštini Grada Zagreba, a time bi i Hasanbegović bio koordinator Domovinskog pokreta za Zagreb i kandidat Domovinskog pokreta za gradonačelnika Zagreba na lokalnim izborima 2021. godine.
Do ujedinjenja u konačnici nije došlo, a kandidat za gradonačelnika Zagreba 2021. godine bio je Miroslav Škoro, koji je ušao u drugi krug protiv Tomislava Tomaševića iz stranke Možemo!, ali naposlijetku izgubio s osvojenih 34,75 % glasova.
U rujnu 2021. godine ponovno je objavljeno da će doći do ujedinjenja Domovinskog pokreta i stranke Blok za Hrvatsku, na čelu koje je Zlatko Hasanbegović.

### Izbori za Hrvatski sabor 2020.
Dana 11. svibnja 2020. godine Miroslav Škoro objavio je da je sklopljen koalicijski sporazum sa strankom Hrvatski suverenisti u sklopu zajedničkog izlaska na parlamentarne izbore 2020. godine. Otprije je poznato da se sporazumu priključio i Hasanbegovićev Blok za Hrvatsku. Dana 18. svibnja 2020. godine postalo je jasno da će stranka Most na izbore ići sama, a ne u koaliciji s Domovinskim pokretom na što je Škoro ustvrdio: „Ako je ovo Mostova konačna odluka, mogu je ovjeriti kod javnog bilježnika, nek' bude vjerodostojno!”.
Unatoč propasti pregovora s Mostom, Škoro je nastavljao okupljati stranke, udruge i pojedince od centra do desnice. Dana 27. svibnja pridružile su mu se Karolina Vidović Krišto i Ljiljana Zmijanović. Dana 28. svibnja pridružila mu se i Stranka umirovljenika na čelu s Lazarom Grujićem.
Domovinski pokret na te parlamentarne izbore izašao je u svih 10 izbornih jedinica, dok su u 11. izbornoj jedinici podržali neovisnu listu Željka Glasnovića. Sam predsjednik Miroslav Škoro bio je na vodećem mjestu u 2. izbornoj jedinici, što je objasnio time da je tamo dobio najviše glasova na predsjedničkim izborima.
Zastupnici koalicije okupljene oko Domovinskog pokreta bili su:
1. izborna jedinica: Zlatko Hasanbegović (DP)
2. izborna jedinica: Miroslav Škoro (DP), Milan Vrkljan (DP)
3. izborna jedinica: Davor Dretar (DP)
4. izborna jedinica: Vesna Vučemilović (DP), Krešimir Bubalo (DP), Mario Radić (DP)
5. izborna jedinica: Ivan Penava (DP), Marijan Pavliček (HS), Ružica Vukovac (DP)
6. izborna jedinica: Stjepo Bartulica (DP), Željko Sačić (HS)
7. izborna jedinica: Ante Prkačin (DP)
8. izborna jedinica: nitko (postotak 4,83 %) – nositeljica liste Carla Konta (nez.)
9. izborna jedinica: Hrvoje Zekanović (HS), Karolina Vidović-Krišto (nez.)
10. izborna jedinica: Ruža Tomašić (HS)

Koalicija okupljena oko Domovinskog pokreta osvojila je ukupno 16 mandata, od čega je članovima Pokreta pripadalo 12 mandata, a preostala 4 Hrvatskim suverenistima. Umjesto tri izabrana zastupnika u Sabor su otišli zamjenici pa je tako Krešimira Bubala zamijenio Stipo Mlinarić Ćipe, Marija Radića Daniel Spajić, a Ružu Tomašić Marko Milanović Litre.

### Raskol s Hrvatskim suverenistima
Dana 15. rujna 2020. godine objavljeno je kako su Hrvatski suverenisti odlučili razići se s Domovinskim pokretom. Kao razlog su naveli „kaos” u Domovinskom pokretu, odnosno, da se Domovinski pokret "pogubio" i da "oni ne žele biti dio te priče" te da su se "zbog toga odlučili distancirati". Kao razlog su još naveli da im smeta što se Domovinski pokret „želi udaljiti od desnice” i pomaknuti se prema centru.
Hrvatski suverenisti ujedno su imali i svoj vlastiti klub zastupnika od samog početka parlamentarnog djelovanja, a ne zajednički s Domovinskim pokretom, a što je ujedno bilo predviđeno ugovorom u suradnji tih dviju stranaka.

### Izlazak Škore i drugih saborskih zastupnika iz stranke
Dana 5. siječnja 2021. godine, dotadašnji saborski zastupnik Milan Vrkljan te nezavisna zastupnica u Klubu Domovinskog pokreta Karolina Vidović-Krišto izlaze iz stranke te daljnji politički rad nastavljaju kao nezavisni zastupnici. Godine 2022. Vrkljan osniva stranku Pravedna Hrvatska, a Vidović-Krišto stranku Odlučnost i Pravednost.

### Promjena imena stranke
Dana 6. veljače 2021. odlučeno je da se iz naziva stranke, dotad nazvane „Domovinski pokret Miroslava Škore”, ukloni ime Miroslava Škore zbog stečene prepoznatljivosti stranke u javnosti.

### Lokalni izbori 2021.
Na lokalnim izborima 2021. godine Domovinski pokret osvojio je vlast u Vukovaru, s Ivanom Penavom kao gradonačelnikom Vukovara.
Ipak, najveća medijska praćenost bila je u Zagrebu, gdje je Miroslav Škoro bio kandidat za gradonačelnika Zagreba u drugom krugu protiv Tomislava Tomaševića iz Možemo!. Škoro je izgubio u drugom krugu izbora.
U nekim je županijama Domovinski pokret dobio mjesta u županijskoj skupštini. U Splitsko-dalmatinskoj županiji ista nije sastavljena dva puta. Treći, ujedno i posljednji pokušaj sastavljanja skupštine dogodio se u kolovozu 2021. 3 zastupnika DP-a su bila ključna da bi HDZ i HGS mogli sastaviti većinu. Od toga, 2 zastupnika su ušla u koaliciju koja je postala vladajuća, a jedan od njih Mate Šimundić, postao je predsjednik novosastavljene skupštine, a drugi je Marko Žaja. Nakon toga je oporbeni zastupnik DP-a, Nikola Grabovac ustvrdio da su obojica izbačeni iz Domovinskog pokreta. Kasnije je potvrđeno da je nad Šimundićem pokrenut stegovni postupak.

#### Odlazak Miroslava Škore i odjek
Dana 20. srpnja 2021. Miroslav Škoro je iznenada dao ostavku na mjesto predsjednika Domovinskog pokreta. Od tada stranku vodi Mario Radić kao vršitelj dužnosti predsjednika.
Od tada su u stranci izbili unutarstranački sukobi, a Vesna Vučemilović, sestra Miroslava Škore, napustila je stranku. Iako je Škoro dao svoje razloge ostavke, neki su izrazili sumnje u te razloge. Neki mediji su novonastalu situaciju povezali s Živim zidom, gdje je sukob između Ivana Pernara i Ivana Vilibora Sinčića doveo do raskola i posrnuća stranke, koja je na parlamentarnim izborima 2020. ostala bez mandata u Saboru.[nedostaje izvor]
Tijekom kolovoza 2021. unutarstranački sukobi su se nastavili te je došlo do sve većeg udaljavanja Škore od vodstva Domovinskog pokreta. Tako su neki članovi DP-a stali na stranu Škore, a drugi na stranu vodstva DP-a. Tako se unutarstranački sukob u stranci razjasnio na dvije struje: „Škorinu struju” i struju vodstva DP-a. U međuvremenu je protiv Škore pokrenut stegovni postupak, a Robert Pauletić, još jedan istaknuti član stranke, napustio je Domovinski pokret.
Škoro u intervjuu za Novu TV 16. kolovoza 2021. izjavljuje da je dao ostavku jer je postao razočaran u ono što je stranka postala.
Miroslav Škoro 19. kolovoza 2021. napušta stranku. Time je stranci ostalo 8 mandata. Dva dana kasnije potvrđuje da je zatražio ispisnicu iz Domovinskog pokreta. Nakon izlaza Škore iz stranke u anketi Crobarometra popularnost stranke pada na 5 %.
Škoro i Vesna Vučemilović su u rujnu 2021. godine potvrdili ulazak u saborski Klub zastupnika Hrvatskih suverenista (koji su za parlamentarne izbore bili u koaliciji s Domovinskim pokretom), čime se članstvo toga kluba zastupnika povećalo s 4 na 6.

### Pod vodstvom Ivana Penave
Dana 9. listopada 2021. godine Ivan Penava postao je novi predsjednik Domovinskog pokreta.
Ante Prkačin napustio je Domovinski pokret u travnju 2023. te postao neovisnim zastupnikom, a od 6. studenoga iste godine počeo je obnašati zastupničku dužnost kao član stranke Hrvatsko bilo. Od tada stranka ima 7 zastupnika u Saboru. 

### Parlamentarni izbori 2024.
Uoči izbora za Hrvatski Sabor 2024. godine Domovinski pokret sklapa saveze sa nekoliko stranaka koje pretežu desnoj strani političkog spektra. Tako su se na listama našli, između ostalih sljedeći političari: Mislav Kolakušić i Ivan Vilibor Sinčić (Pravo i pravda), nezavisni Željko Lacković te Marijan Pavliček (Hrvatski suverenisti). Na samim parlamentarnim izborima ova koalicija osvaja 14 zastupničkih mandata što ju je učinilo trećom po snazi u Hrvatskom Saboru. Već povodom objave rezultata postalo je jasno da Mislav Kolakušić neće biti dijelom koalicije i u samom sazivu Hrvatskog Sabora i to zbog navodnih informacija o formiranju Vlade sa HDZ-om čime je koalicija odmah izgubila jednog zastupnika. Uslijedili su postizborni dogovori s obzirom da nijedna stranka nije imala većinu u Saboru. Ipak, već u prvom roku od 30 dana dolazi do dogovora sa HDZ-om, unatoč pozivima i zahtjevima svih oporbenih stranaka da se napravi jedna golema koalicija kako bi se HDZ-u onemogućio novi mandat u Vladi. 
Postizborni dogovori uključivali su i preuzimanje nekoliko Ministarstava, pa su tako članovi Domovinskog pokreta postali ministrima poljoprivrede, šumarstva i ribarstva, gospodarstva te novo-osnovanog Ministarstva demografije i useljeništva. Ipak, ovaj potez je naišao na zgražanje ponekih zastupnika te tako iz koalicije odlazi i zastupnik Josip Jurčević, a istu napušta i stranka Hrvatski suverenisti. Nakon svih promjena, koalicija ostaje na 9 zastupnika te sklapa dogovor sa HDZ-om o formiranju saborske većine. Jedan od uvjeta za koaliciju je bio i odustajanje od suradnje sa srpskom manjinskom strankom SDSS. Uz ostale povlastice, Domovinski Pokret je dobio i dva potpredsjednika Vlade.
Dana 17. svibnja 2024. godine prisegnula je Šesnaesta Vlada Republike Hrvatske kojom Domovinski Pokret i službeno ulazi u Vladu. Sama objava ulaska u Vladu Republike Hrvatske imala je negativan učinak te se na anketama osjetio pad potpore na manje od 5 % samoj stranci.

### Lokalni izbori 2025.
Domovinski Pokret izlazi na lokalne izbore 2025. godine, mahom u slavonskim županijama gdje ima najveću podršku. No ne osvajaju značajan dio općina osim jednog dijela zastupnika, a izgubili su i Grad Vukovar kojeg je do pred same izbore vodio sadašnji predsjednik stranke Ivan Penava. Nakon izbora je trebalo doći do osvježavanja same Vlade, pošto su neki ministri dobili nove stranačke odgovornosti te je jedno ministarstvo trebao preuzeti predsjednik Penava. 

## Predsjednici stranke
| br.  | br. | ime            | ime | trajanje mandata                      |
| ---- | --- | -------------- | --- | ------------------------------------- |
| 1.   |     | Miroslav Škoro |     | 29. veljače 2020. – 20. srpnja 2021.  |
| v.d. |     | Mario Radić    |     | 20. srpnja 2021. – 9. listopada 2021. |
| 2.   |     | Ivan Penava    |     | 9. listopada 2021. – u tijeku         |

## Izbori
| izbori | u koaliciji sa    | broj birača        | %                  | broj zastupnika u saboru | promjena  | Dio Vlade? |
| izbori | u koaliciji sa    | (cijela koalicija) | (cijela koalicija) | (samo DP)                | (samo DP) | (samo DP)  |
| ------ | ----------------- | ------------------ | ------------------ | ------------------------ | --------- | ---------- |
| 2020.  | —                 | 181 493            | 10,89              | 16 / 151                 | 16        | Oporba     |
| 2024.  | PiP-BLOK-Agrameri | 202 670            | 9,56               | 14 / 151                 | ▼ 2       | Vlada      |

## Vanjske poveznice
- Službena stranica – dp.hr
- Prvotna službena stranica – domovinskipokret.hr  Arhivirana inačica izvorne stranice od 29. veljače 2020. (Wayback Machine)
- Domovinski pokret na Facebooku